# Igor Sibaldi
Igor Sibaldi (Milano, 15 giugno 1957) è uno scrittore, slavista, drammaturgo e traduttore italiano.

## Biografia
Igor Sibaldi, nato da madre russa e padre italiano,  si è laureato all'Università Statale di Milano nel 1981 in lingue e letterature slave.
È studioso di teologia, filologia, filosofia e storia delle religioni ed è autore di opere sulle sacre scritture oltre che di narrativa e teatro.
Negli anni Ottanta e Novanta ha tradotto varie opere di letteratura russa, in particolare romanzi e racconti di Tolstoj e di Dostoevskij, dedicandovi monografie e saggi introduttivi; in seguito ha tradotto il Vangelo di Giovanni dal greco antico nel volume Il codice segreto del Vangelo e parte della Genesi e dell'Esodo dall'ebraico antico nei volumi Il libro della Creazione e Storia di Abramo.
Oltre alla sua poderosa produzione letteraria, è noto al pubblico anche per le sue doti oratorie che si esprimono in numerose conferenze e seminari su argomenti quali la Teoria del Tutto e la Tecnica dei 101 desideri.

## Pensiero
Igor Sibaldi ha creato il proprio pensiero sulla base delle filosofie di Fëdor Dostoevskij, Lev Tolstoj, Carl Gustav Jung, Eraclito, Carlos Castaneda, Theodor Adorno, Hegel, Sigmund Freud e la Bibbia. Nella sua visione, l'uomo deve recuperare la propria dimensione ed il proprio "Io"; e gli angeli, intesi come emanazioni dell'inconscio, spingono l'essere umano alla scoperta di questa realtà.

## Opere

### Narrativa
- La congiura, 1994, Arnoldo Mondadori Editore, ISBN 978-88-0438-077-1
- La trama dell'angelo, 1995, Arnoldo Mondadori Editore, ISBN 978-88-0439-606-2
- Quando hai perso le ali, 2008, Frassinelli, ISBN 978-88-8832-017-5
- Il mio principe azzurro, con Paolo Bianchi 2014, Spazio interiore, ISBN 978-88-9786-453-0
- Eterno amore, 2019, Arnoldo Mondadori Editore, ISBN 978-88-0471-281-7
- La Russia non esiste. Storia di Nil, 2023, Arnoldo Mondadori Editore, ISBN 978-88-0477-241-5

### Saggi di filosofia e teologia
- I miracoli di Gesù e la tecnica dei miracoli nei Vangeli canonici, 1988, Arnoldo Mondadori Editore, ISBN 978-88-0432-419-5
- I grandi peccatori. Breve storia della letteratura russa attraverso i personaggi, 1996, Arnoldo Mondadori Editore, ISBN 978-88-0442-303-4
- I maestri invisibili. Come incontrare gli spiriti guida, 1997, Arnoldo Mondadori Editore, ISBN 978-88-0442-148-1
- La creazione dell'universo. La Genesi, 1999, Sperling & Kupfer, ISBN 978-88-200-2868-8
- Il frutto proibito della conoscenza. Il diavolo e l'esplorazione dell'aldilà, 2000, Frassinelli, ISBN 978-88-7684-610-6
- Gli angeli dei bambini, 2002, Ape Junior, ISBN 978-88-8841-116-3
- L'età dell'oro. Il segreto dei maestri invisibili, 2002, Frassinelli, ISBN 978-88-7684-705-9
- Il libro del giovane Giovanni. Il Vangelo secondo gli Spiriti Guida, 2003, Frassinelli, ISBN 978-88-7684-750-9
- Il codice segreto del Vangelo. Il libro del giovane Giovanni, 2005, Sperling & Kupfer, ISBN 978-88-8274-902-6
- Iniziazione. Come incontrare i propri maestri invisibili, 2005, Anima Edizioni, ISBN 978-88-8913-716-1
- Il mondo invisibile. Alleanze con gli dei, gli spiriti, gli angeli e altre parti segrete dell'io, 2006, Frassinelli, ISBN 978-88-7684-936-7
- L'arca dei nuovi maestri. L'età dell'oro, 2006, Sperling & Kupfer, ISBN 978-88-6061-002-7
- Libro degli angeli. Che angelo sei?, 2007, Frassinelli, ISBN 978-88-7684-981-7
- Libro della personalità, 2009, Frassinelli, ISBN 978-88-8832-035-9
- Vocabolario. Le parole dei mondi più grandi, 2009, Anima Edizioni, ISBN 978-88-6365-016-7
- Libro delle Epoche, 2010, Frassinelli, ISBN 978-88-8832-055-7
- Libro della creazione, 2011, Frassinelli, ISBN 978-88-2005-073-3
- Agenda degli Angeli, 2012, Frassinelli, ISBN 978-88-2005-336-9
- Il tuo aldilà personale, 2012, Spazio Interiore, ISBN 978-88-9786-405-9
- Eros e agape, 2013, Arte di essere, ISBN 978-88-9865-801-5
- Libro dell'abbondanza, 2013, Frassinelli, ISBN 978-88-2005-496-0
- ¿Qué angel soy? La guía espiritual para la vida, 2013, Grijalbo, ISBN 978-60-7311-835-4 (nuova versione del Libro degli angeli)
- Discorso sull'infinito, 2014, Spazio Interiore, ISBN 978-88-9786-444-8
- Io, 2014, Ugo Mursia Editore, ISBN 978-88-4255-475-2
- Eros e amore, 2014, Frassinelli, ISBN 978-88-2005-695-7
- La scrittura del Dio. Discorso su Borges e sull'eternità, 2015, Spazio Interiore, ISBN 978-88-9786-461-5
- Dieci obiezioni ai comandamenti, 2015, Spazio interiore, ISBN 978-88-9786-469-1 (riedizione de I grandi peccatori)
- I confini del mondo. Storie e dinamiche dell'iniziazione personale, 2015, Arte di Essere, ISBN 978-88-9943-400-7
- Dioniso: Un Dio oltre Dio, 2015, Arte di Essere, ISBN 978-88-9943-404-5
- La disobbedienza, 2015, Anima Edizioni, ISBN 978-88-6365-293-2
- Io ti immagino. L'eclissi dell'intelletto e la filosofia narrativa, 2016, Ugo Mursia Editore, ISBN 978-88-4255-642-8
- Il mondo dei desideri. 101 progetti di libertà, 2016, Tlon, ISBN 978-88-9968-405-1
- Libro della personalità. Il tuo io più grande. Come riconoscerlo. Come diventarlo, 2016, Sperling & Kupfer, ISBN 978-88-2006-066-4
- Il libro degli Angeli e dell'io celeste. Che angelo sei?, 2016, Sperling & Kupfer, ISBN 978-88-2006-086-2  (nuova versione de Il libro degli Angeli)
- Libro della creazione, 2016, Oscar Mondadori, ISBN 978-88-0467-285-2
- L'arca dei nuovi maestri, 2016, Arnoldo Mondadori Editore, ISBN 978-88-0465-969-3
- Eros, 2017, Sperling & Kupfer, ISBN 978-88-2006-279-8
- Al di là del deserto. Che cos'è la metafisica e come adoperarla per cambiare vita, 2017, Adriano Salani Editore, ISBN 978-88-6918-896-1
- Il Coraggio di essere Idiota. La felicità secondo Dostoevskij, 2017, Arnoldo Mondadori Editore, ISBN 978-88-0467-528-0
- Il frutto proibito della conoscenza. Crescere con gli spiriti guida, 2017, Arnoldo Mondadori Editore, ISBN 978-88-0463-757-8
- Prigioni. Le pene collettive, 2017, Anima, ISBN 978-88-6365-413-4
- La specie nuova. Tutti possono scoprirsi diversi. Solo alcuni ne hanno il coraggio, 2017, ROI edizioni, ISBN 978-88-8549-302-5
- Libro delle Epoche. Come non farsi intrappolare dalla civiltà occidentale, 2017, Mondadori, ISBN 978-88-0468-171-7
- con  Mauro Biglino, Stefano Bollani e Anne Givaudan, Dialoghi Tra Alieni. Conversazioni su universi vicini e lontani, Arte di Essere e Trigono Edizioni, 2017, ISBN 978-88-9999-401-3.
- Resuscitare. L'arte di riportare in vita ciò che credevamo perduto, 2018, Arnoldo Mondadori Editore, ISBN 978-88-0468-860-0
- Le porte dell'immaginazione. Istruzioni per chi viaggia in altri mondi, 2018, Tlön, ISBN 978-88-9968-447-1
- Storia di Abramo. Il libro dell'abbondanza, 2019, Arnoldo Mondadori Editore, ISBN 978-88-0471-274-9
- La teoria del tutto raccontata da te. Come scoprirsi sovrani del mondo, 2019, Adriano Salani Editore, ISBN 978-88-9381-826-1
- Gli angeli maestri e le scoperte dell'albero della vita, 2021, Arnoldo Mondadori Editore, ISBN 978-88-0473-647-9
- Eros e Agape. Alcuni grandi tabù della vita e quel che incomincia quando li lasci indietro, 2024, GDL, ISBN 978-88-0471-274-9
- Ribellarsi al destino. Impara a non rassegnarti e prendi sul serio i tuoi desideri, 2024, Arnoldo Mondadori Editore, ISBN 979-12-8179-401-6
- Trilogia dell'infinito. Il tuo aldilà personale - Discorso sull'infinito - La scrittura del Dio, 2024, Spazio Interiore, ISBN 979-12-8179-801-4

### DVD
- Istruzioni per gli angeli, con DVD, 2009, Tecniche Nuove, ISBN 978-88-4812-347-1
- Esegesi. Scopri la tua religione. Da dove si comincia, con DVD, 2010, Anima Edizioni, ISBN 978-88-6365-035-8
- Esegesi 2. La bellezza delle eresie. Che cosa cambia, con DVD, 2010, Anima Edizioni, ISBN 978-88-6365-041-9
- Maestri invisibili. Chi sono e come incontrarli, con DVD, 2010, Anima Edizioni, ISBN 978-99-6365-039-6
- Esegesi 3. L'anima e la civiltà. E noi cosa dobbiamo fare?, con DVD, 2011, Anima Edizioni, ISBN 978-88-6365-051-8
- Esegesi 4. Il confine di Spacelandia. Accorgersi, con DVD, 2012, Anima, ISBN 978-88-6365-078-5
- Pinocchio e la Qabbalah, con DVD, 2013, Anima, ISBN 978-88-6365-102-7
- L'arte dei desideri. DVD con libro, 2016, Macrovideo, ISBN 978-88-6412-159-8
- Guida ai desideri, con DVD, 2017, Tlön, ISBN 978-88-9968-425-9

### Teatro
- Francesco e i burattini, 2013, Anima Edizioni, ISBN 978-88-6365-111-9
- Dioniso, spettacolo teatrale, 2015, Tlön
- Misura x misura. Elogio dell'impossibile, 2017, Tlön, ISBN 978-88-9968-421-1

### Traduzioni e saggi di letteratura russa
- Aleksandr Blok, La baracca dei saltimbanchi, traduzione e introduzione di Igor Sibaldi, in Sipario, agosto-settembre 1977
- Aleksandr Blok, La Sconosciuta, traduzione e introduzione di Igor Sibaldi, in Sipario, ottobre 1977
- Fëdor Dostoevskij, Netočka Nezvanova, traduzione di Igor Sibaldi, Serra e Riva, Milano 1979
- Aleksej Remizov, Russia scompigliata, traduzione e saggio introduttivo di Igor Sibaldi, Bompiani, Milano 1981
- Aleksandr Blok, Gli ultimi giorni del regime zarista, traduzione e saggio introduttivo di Igor Sibaldi, Editori Riuniti, Roma 1983, ISBN 88-359-2603-3
- Vsevolod Ivanov, Il ritorno di Buddha, traduzione e saggio introduttivo di Igor Sibaldi, Editori Riuniti, Roma 1985, ISBN 88-359-2813-3
- Jurij Tynjanov, Persona di cera, traduzione e saggio introduttivo di Igor Sibaldi, Editori Riuniti, Roma 1986, ISBN 88-359-3014-6
- Fëdor Dostoevskij, Memorie dal sottosuolo, traduzione e saggio introduttivo di Igor Sibaldi, Arnoldo Mondadori Editore, Milano 1987, ISBN 88-04-30306-9
- Lev Tolstoj, Perché la gente si droga? e altri saggi su società, politica, religione, traduzione e saggio introduttivo di Igor Sibaldi, Arnoldo Mondadori Editore, Milano 1988, ISBN 88-04-31550-4
- Lev Tolstoj, Anna Karenina, saggio introduttivo di Igor Sibaldi, Arnoldo Mondadori Editore, Milano 1989, ISBN 88-04-32420-1
- Fëdor Dostoevskij, Romanzi brevi, in due volumi, a cura e con un saggio introduttivo di Igor Sibaldi, Arnoldo Mondadori Editore, Milano 1990, ISBN 88-04-34049-5
- Michail Bulgakov, Il maestro e Margherita, postfazione di Igor Sibaldi, Arnoldo Mondadori Editore, Milano 1991, ISBN 978-88-04-34281-6
- Lev Tolstoj, Tutti i racconti, volume primo, con saggio introduttivo e traduzioni di Igor Sibaldi, Arnoldo Mondadori Editore, Milano 1991, ISBN 978-88-04-49306-8
- Lev Tolstoj, Tutti i racconti, volume secondo, con traduzioni di Igor Sibaldi, Arnoldo Mondadori Editore, Milano 1991, ISBN 978-88-04-35177-1
- Lev Tolstoj, Della vita, saggio introduttivo e traduzione di Igor Sibaldi, Arnoldo Mondadori Editore, Milano 1991, ISBN 88-04-34731-7
- Lev Tolstoj, Romanzi brevi, a cura e con un saggio introduttivo di Igor Sibaldi, Arnoldo Mondadori Editore, Milano 1992, ISBN 88-04-35923-4
- Lev Tolstoj, Racconti di Sebastopoli, saggio introduttivo di Igor Sibaldi, Arnoldo Mondadori Editore, Milano 1993, ISBN 88-04-37585-X
- Fëdor Dostoevskij, Povera gente, saggio introduttivo di Igor Sibaldi, Arnoldo Mondadori Editore, Milano 1993, ISBN 88-04-37776-3
- Lev Tolstoj, Chadži-Murat, saggio introduttivo di Igor Sibaldi, Arnoldo Mondadori Editore, Milano 1994, ISBN 88-04-37850-6
- Fiabe siberiane, saggio introduttivo di Igor Sibaldi, Arnoldo Mondadori Editore, Milano 1994, ISBN 88-04-38063-2
- Fëdor Dostoevskij, I fratelli Karamazov, a cura e con un saggio introduttivo di Igor Sibaldi, Arnoldo Mondadori Editore, Milano 1994, ISBN 88-04-37858-1
- Nikolaj Gogol', Le veglie nella masseria presso Dikan'ka, traduzione di Igor Sibaldi, in Nikolaj Gogol', Opere, volume primo, Arnoldo Mondadori Editore, Milano 1994, ISBN 88-04-37147-1
- Nikolaj Gogol', Il Nevskij Prospèkt, traduzione di Igor Sibaldi, in Nikolaj Gogol', Opere, volume primo, Arnoldo Mondadori Editore, Milano 1994, ISBN 88-04-37147-1
- Nikolaj Gogol', Il ritratto, traduzione di Igor Sibaldi, in Nikolaj Gogol', Opere, volume primo, Arnoldo Mondadori Editore, Milano 1994, ISBN 88-04-37147-1
- Nikolaj Gogol', Le memorie di un pazzo, traduzione di Igor Sibaldi, in Nikolaj Gogol', Opere, volume primo, Arnoldo Mondadori Editore, Milano 1994, ISBN 88-04-37147-1
- Nikolaj Gogol', Articoli da «Arabeschi», traduzione di Igor Sibaldi, in Nikolaj Gogol', Opere, volume primo, Arnoldo Mondadori Editore, Milano 1994, ISBN 88-04-37147-1
- Lev Tolstoj, Il Vangelo spiegato ai giovani, traduzione e postfazione di Igor Sibaldi, Guanda, Parma 1995, ISBN 978-88-7746-849-9
- Fëdor Dostoevskij, L'idiota, a cura e con un saggio introduttivo di Igor Sibaldi, Arnoldo Mondadori Editore, Milano 1995, ISBN 88-04-39490-0
- Anton Čechov, La steppa e altri racconti, saggio introduttivo di Igor Sibaldi, Arnoldo Mondadori Editore, Milano 1995, ISBN 88-04-39443-9
- Anton Čechov, Il duello e altri racconti, saggio introduttivo di Igor Sibaldi, Arnoldo Mondadori Editore, Milano 1995, ISBN 88-04-39994-5
- Nikolaj Gogol', Passi scelti dalla corrispondenza con gli amici, traduzione di Igor Sibaldi, in Nikolaj Gogol', Opere, volume secondo, Arnoldo Mondadori Editore, Milano 1996, ISBN 88-04-37148-X
- Anton Čechov, Racconti, in due volumi, a cura e con saggio introduttivo di Igor Sibaldi, Arnoldo Mondadori Editore, Milano 1996, ISBN 88-04-41281-X
- Anton Čechov, L'omicidio e altri racconti, saggio introduttivo di Igor Sibaldi, Arnoldo Mondadori Editore, Milano 1996, ISBN 88-04-40948-7
- Anton Čechov, Il monaco nero e altri racconti, saggio introduttivo di Igor Sibaldi, Arnoldo Mondadori Editore, Milano 1996, ISBN 88-04-40736-0
- Anton Čechov, La mia vita e altri racconti, saggio introduttivo di Igor Sibaldi, Arnoldo Mondadori Editore, Milano 1996, ISBN 88-04-41747-1
- Lev Tolstoj, La tormenta e altri racconti, saggio introduttivo di Igor Sibaldi, Arnoldo Mondadori Editore, Milano 1996, ISBN 88-04-41842-7
- Lev Tolstoj, Polikuska e altri racconti, saggio introduttivo di Igor Sibaldi, Arnoldo Mondadori Editore, Milano 1996, ISBN 88-04-43218-7
- Lev Tolstoj, Lucerna e altri racconti, saggio introduttivo di Igor Sibaldi, Arnoldo Mondadori Editore, Milano 1996, ISBN 88-04-42103-7
- Lev Tolstoj, Racconti popolari e altri racconti, traduzione e saggio introduttivo di Igor Sibaldi, Arnoldo Mondadori Editore, Milano 1996, ISBN 88-04-43153-9
- Lev Tolstoj, Guerra e pace, traduzione e saggio introduttivo di Igor Sibaldi, Arnoldo Mondadori Editore, Milano 1999